# ZAP! THE MAGIC
ZAP! THE MAGIC（ZAP!TheMagic、ザップ ザ マジック）はTOPCATにより製作されエクシング（XING）より1996年に発売されたWindows 3.1/95用アダルトゲーム。2008年にWindows 98/Me/2000/XP/Vista対応版がフリーウエアとして無料公開された。

## 概要
本作はソフ倫18禁に分類されてはいるがアダルト要素は比較的淡白で、主たる内容は架空のトレーディングカードゲームを戦闘方法に応用したアドベンチャーゲームである。作中でカードはタロットと呼ばれてはいるものの、戦闘（カードバトル）はマジック:ザ・ギャザリング（以下MtG）、物語のキャラクター設定は赤ずきんチャチャ（アニメ版）のオマージュが色濃く現れた作風となっている。タロットは数枚入りパックの形態で入手することが多く、開封するまではどんなタロットが入っているか分からない。また滅多に手に入らないレアカードも多数存在するなど、トレーディングカード収集の楽しみ方を再現している。ただし対戦相手はコンピュータのみの1人用ゲームであり、ネット対戦のようなプレイヤー同士の対戦モードは用意されていない。
ゲームはいくつかのマップで構成され、主人公はマップ内の移動できるポイント上を行き来できる。途中、モンスターとのランダムエンカウントがあり、カードバトルに勝つとパックや金が手に入る。町のタロット屋ではタロットカードやパックを売買でき、プレイヤーは中ボス戦のイベントに備えてデッキを強化していく。そしてイベントキャラに勝つと主人公のHPやSC（タロットを使う魔力）も増えていく。すなわち強くなりながらクエスト（謎解き）を進めていくというRPGに近いゲームシステムとなっている。マップ上の移動による中ボスの攻略順序に多少の自由度はあるものの、ストーリー的にはほぼ一本道で、終盤を除きGAME OVERも無い。
本作の発売時期である1996年9月はMtGのコンピュータゲーム版（1997年）よりも早く、ポケモンカードゲーム（1996年10月）や『遊☆戯☆王』の漫画連載（1996年42号）よりも先行していた。当然ながらMtG並みの本格的なトレーディングカードゲームを再現したコンピュータゲームはほぼ皆無だった時代である。結果的に本作の出荷本数は振るわず、3000本すら達成できなかったという。ところが本作の登場後しばらく経った頃に日本でもMtG等のトレーディングカードゲームの人気が高まり、流通量の少なかった本作は中古市場で1万円前後、時には数万円のプレミア価格が付く事態となった。しかしWindows 3.1の時代の古い仕様である本作は、Windows Vistaが普及しはじめる頃には当時の現行OSに対応していないことが次第に問題となっていった。一方、開発元のTOPCATは2001年のReNNを最後に数年間新作が途絶えていたが、やがて活動を再開。本作についても当時の現行OS（XP・Vista）を正式対応とした32ビット版が開発され、2008年に本作と、少し遅れてReNNがフリーウェアとしてウェブ上で無料公開された。いずれも旧版とはゲーム内容に変更は無いとされている。その後、本作の製品版は中古市場で値にばらつきはあるものの、常識的な価格に落ち着きつつある。

## システム
1996年当時は日本のアダルトゲームの主要なプラットフォームが640×400ドットのPC-9800シリーズからMicrosoft Windowsへの過渡期であり、また後者は16ビットOSのWindows 3.1から32ビットOSのWindows 95への過渡期でもあった。その時代に作られた本作の製品版は実行ファイルが16ビットアプリケーションになっており、Windows 3.1/95に両対応している（後にWindows 98にも対応）。また640ドット幅・400ライン・256色という当時なりのCG仕様になっており、この点は後年の32ビット版（フリーウエア）でも変更は無い。ただし32ビット版では256色の画面環境が非対応になり、ハイカラー以上が要求される。さらに両者ともゲームのウィンドウにはフルスクリーンモードが無く、タイトルバーが（32ビット版ではメニューバーも）常に付随することから、画面を完全に表示するには640×480ドット程度かそれ以上の画面解像度が必要になる。
前述のフリーウエア版とは別に、最初の町のマップまで（Hシーン直前）で終了となる体験版も存在する。このため本作にはWin16（16ビットAPI）をプラットフォームとする製品版・体験版、およびWin32（32ビットAPI）をプラットフォームとする無料版（フリーウエア）という、3種類の異なる実行ファイルが存在する。3者とも効果音はPCM/WAVで共通ながらも、それぞれ対応するBGMの音源（CD-DA、MIDI、PCM/ogg）が異なる。さらにバージョン番号が異なれば仕様が異なる場合があるほか、バグや不具合も微妙に異なっている。なおマニュアルの無い体験版にはヘルプファイルが付属し、フリーウエア版にはマニュアルを兼ねたhtml形式のオンラインヘルプがアーカイブに同梱されている。
2012年2月現在、製品版のアップデートはver1.1c+、フリーウエア版はver1.21が最新となる。製品版・フリーウエア版の両者に異なる修正パッチが出ていたため混同しないように注意する必要があるが、その後のフリーウエア版本体はver1.21に対応済みのものがアップされている。当初の製品版ではCGモードを閲覧できなかったが、ver1.1以降の製品アップデート版やフリーウエア版ではストーリーさえクリアすれば閲覧できるようになった。なおCG閲覧はスライドショー形式で、サムネイル表示や台詞の回想等は無い。

### 動作環境
動作環境は製品版・体験版とフリーウエア版で大きく異なる。製品版ではCD-DAだったBGMがフリーウエア版では後年の技術（ogg）を使ったPCM再生に変わった結果、インストール容量が数倍に増えたうえに要求されるマシンパワーも桁違いに高いものになった。とはいえ2008年当時としては問題の無い動作要件であり、Ctrlキーによるメッセージスキップや、表示のウェイト（待ち時間）調整といった機能も追加されている。なおフリーウエア版はDirectX8.1以上が必要とされており、Windows 95やNTは32ビットOSではあるものの公式には32ビット版（フリーウエア）の動作環境に含まれていない。
OS
- Windows 3.1/95/98 日本語版 （製品版・体験版）
- Windows 98/Me/2000/XP/Vista 日本語版 （フリーウエア版）

CPU
- i386以上・DX2/66MHz以上推奨 （製品版・体験版）
- Pentium II/450MHz以上・Pentium III/800MHz以上推奨 （フリーウエア版）

メモリ
- 8MB以上・10MB以上推奨 （製品版・体験版）
- Windows 98/Me/2000で96MB以上、XPで128MB以上、Vistaで512MB以上 （フリーウエア版）

HDDインストール容量
- 約15MB （製品版）
- 約8MB （体験版）
- 約80MB （フリーウエア版） - さらにDirectXの分の容量が別途必要。

解像度
画面サイズはシステム要件上の仕様サイズであり、実際には640×400ウィンドウモード固定。
- 640×480ドット256色・800×600ドット256色以上推奨 （製品版・体験版）
- 800×600ドット、ハイカラー以上 （フリーウエア版）

その他
- マウス必須[10]
- PCM音源
- CD-ROMドライブ （製品版）
- MIDI音源 （体験版）
- DirectX8.1以上 （フリーウエア版）

## 物語
舞台は、タロット魔法の伝わる魔法の国、トライフル。
それは高名な青年魔導師シフォンが、マフィンという少女を弟子にした頃だった。魔女マーデラはシフォンに勝負を挑み、不完全な魔法を暴発させて町を吹き飛ばしてしまった。そのとき巻き添えで孤児となった少女シャンティは成り行きでマーデラに弟子として引き取られることになった。
それから数年後、シフォンの元にはもう一人、ネージュという少年が弟子として修行していた。しかしある日、ネージュは姉弟子マフィンの様子がおかしいことに気付く。聞けば師匠のシフォンが、自身が誘拐されるという旨の置き手紙を（なぜか自身の手で）残し、姿を消したのだという。手紙には続きがあり、助けたいのならヒントと手助けを用意しているという。
このとき、なりたい職種の選択があり、それに適した魔力（SC）とタロットカードが2人に与えられた。
ウォーロック（赤魔法使い）は、攻撃に長ける。
サモナー（青魔法使い）は、補助や特殊能力に長ける。
ウィザード（白魔法使い）は、防御や回復能力に長ける。
ネクロマンサー（黒魔法使い）は、全般的に強力な魔法を使う。
頭の悪い2人は自分たちが試されているような状況にも気付かず、師匠を救出すべく情報集めの旅に出ていくのだった。

## 登場人物
いずれもCVは無し。見ての通り食べ物の名前が多く使われている。
マフィン
主人公の少女。金髪で、大きな赤いリボンが特徴。性格は脳天気かつ天然で、特に現実逃避したときは的を外した言動が激しい。ネージュには時おり姉らしい態度を取っているが、しばしば嫉妬とも取れるヒステリーを見せることもある。
ネージュ
もう一人の主人公となる少年で、マフィンから「ネー太」と呼ばれている、1年（公式サイトでは2年）ほど年下の弟弟子。マフィンほど天然ではないにせよ、年下な分だけ相応に不器用で世間知らず。2人とも頭が悪く乗せられやすいうえ、傍目にはバレバレであるシフォンの変装を見抜けない。
シフォン
マフィンとネージュの師匠で、世界一のタロット使い「タロットマスター」である若き青年魔導師。落ち着いた性格で、常にですます調で話す。マーデラとは幼馴染の間柄で、十数年来の腐れ縁。ゲーム開始時に誘拐された旨の置き手紙を残して姿を消すが、なぜか妙な変装をして現れては「通りすがりの●●」などと他人を装い、マフィンとネージュの手助けを行っていく。
マーデラ
負けず嫌いでシフォンに勝つために日夜マジックタロットを研究している魔女だが、まだまだ及ばず、失敗も多い。物語の都合上厚化粧に見える場面があるものの実際には未婚の26歳で、幼馴染のシフォンからはちゃん付けで呼ばれることもある。6年前にタロット魔法の暴発事件の責任を押し付けられる形でシャンティを引き取っており、シャンティにとっては師匠であり義母でもある。
シャンティ
マーデラの弟子で養女の、黒衣をまとった少女。マフィンたちより年下だがタロット魔法の腕前は優秀で、マフィンとその弟分のネージュをしばしば小馬鹿にしている（実際に2人とも小馬鹿なのだが）。幼い頃にマーデラの魔法が原因で両親と生き別れ、シフォンに助けられたことからシフォン先生に好意を持ち、嫉妬からマフィンを逆恨みするようになった。
クレープ
ネージュに強烈な好意を持つ、ピンク髪の少女。顔を見せるたび変な着ぐるみを着て「ネージュくーん！」と突進してきては下敷きにするのがお約束。当然ながらネージュは彼女が大の苦手で「ピーピーやかん」と呼び、逃げ回っている。

### オーツの村
シフォンの家や、ネージュたちの通う学園（ただし夏休み中）があるスタート地点の村。このマップのみランダムエンカウントは無いが、バーに行けば知人たちと勝負できる。
てん子先生
バーでのタロット相手。以下2名と共にガトーの街でも登場し、助言や激励を送ってくる。
くりやま君
バーでのタロット相手。面長でタラコ唇の男。
はしもと君
バーでのタロット相手。くいだおれ太郎に酷似した、からくり人形のような風貌。

### ガトーの街
最初の町を出ると、隣町であるガトーの街のマップに移る。周辺に海、森、砂漠がある。
エピファニー
海の岩の上にいる人魚。ゴンチャロフという髭面の漁師に恋し、人間になるため青のマジックタロットを集めている。
キャラウェイ
森のエルフで、黒淵のメガネっ娘。ネージュは彼女を「綺麗な女の人」と形容し、鼻の下を伸ばしている。
ガレット
砂漠にテントを構える旅の剣士で、男勝りの女性。騎士を目指す弟に剣を与えるためにあるマジックタロットを集めている。
タルト
ジュレの魔の手（？）から姉を助けるために、あるマジックタロットを探している少年。シャンティに一目惚れする。

### ガトーの街の東側
ガトーの街の町外れにある一本木を境にした、さらに東側のマップ。タルトの家のほか、東に湖、山の入り口に寺院がある。
ジュレ
シャンティの部下で、スフレを彼女としているレズ。コウモリ族の女で日中は昼寝しているため、やる気の無い態度をとる。
スフレ
タルトの姉。ジュレの彼女で、M。
ミンスミート
シャンティが召喚した天使の女。何かとすぐ不幸を自称する根暗な性格だが、実際には辱めを受けて喜んでいるふしがある。
ウェファ
寺院のシスターだが、意外に好き者な一面を持つ。何を考えているのかよく分からない人で、思わせぶりでフェイントのある不思議な言動を取る。

### 山
マーデラの家がある山。クエストの進行次第で、いくつかの異なるマップがある。
クーベル（クーベルチュール伯爵夫人）
すべてのマジックタロットをまとめるタロットマスターで、シフォンの師匠。以前はタロットに宿っていたが、現在はマーデラの身体を拝借している。
メガドラゴン
数十年ぶりにこの地に降り立った、最強のタロットを持つ老ドラゴン。

## マジックタロット
本作ではトレーディングカードがマジックタロット（ないしは単にタロット）と呼ばれており、魔力（SC）を持つ者が使えばモンスターを召喚したり炎を呼んだりできることからタロット魔法と呼ばれている。すなわちタロット使いは魔法使いであり、カードバトルが魔法勝負という位置付けである。なお「タロット使い」はデュエル時に「マスター」とも呼ばれるが、「タロットマスター」と言った場合には世界一のマジックタロット使いを示す称号を意味する。
2種類あるイエロータロット（MtGの土地に相当）を含め、デュエルで使用可能なマジックタロットは当初の製品版で298種類、フリーウエア版を含むver1.1以降では328種類用意されている。ただし劇中で名前のみ登場するタロット（後述）もあり、パッケージなど資料によっては300種類と記述されている。イエロータロットを除く全タロットの名前やエクスパンション（後述）をリスト表示する機能もあり、持っているタロット名はハイライト表示される。これによりプレイヤーは未入手タロットの名称やエクスパンションを確認できる。
マジックタロットには色属性が5種類あり、イエロータロットを含めて6種類のタロットに分類できる。具体的には赤魔法・青魔法・白魔法・黒魔法のそれぞれの色属性に対応した4種のタロットがあるほか、色属性の制限を持たない「無色（CLEAR）」属性のタロット（ビジュアルは黄褐色に近い）がある。そして、SCを消費せず無条件に使用者のレベルを1または2上げる「イエロータロット」がある。
タロット屋
タロット屋は街や村に計2個所存在し、複数枚のタロットが封入されたタロットパック（単にパックと略される）の売買およびタロットカード単体の買い取りとバラ売りをしている。フリーウエア版を含むver1.1以降の修正版では同じカードを何枚かまとめて売買することもできるようになった。バラ売りは毎回異なる出物が売られるため、目的のタロットを都合よく買えるわけではない。特にレア度の高いタロットはバラ売りしておらず、パックでしか手に入らない。フリーウエア版を含むver1.1以降では逆に、店のバラ売りでしか入手できない高額なタロットが30枚追加されている。イエロータロットのみパックの中には入っておらずバラ売り場にも無いが、パックの売り場で最初から1枚単位で売られている。
エクスパンション
イエロータロットを除く通常のタロットはその趣向により5、6種類の「エクスパンション（追加の種類のタロット）」が設定されている。後述のように上位エクスパンションのタロットほど高価なパックにしか入っていない傾向があるため、基本的にはカード収集の際に役立つ概念である。特に本作の特徴として日本のアニメにそっくりなキャラクターやアイテムが描かれたJAPANIMATIONと呼ばれる上位エクスパンションのタロットも一部存在し、その入手困難さも相まって、ひときわ異彩を放っている。カードバトルにおいてはエクスパンションを意識するケースはほとんど無いが、ごく一部でJAPANIMATIONのタロットにのみ選択的に影響を与えるタロット魔法も存在する。
- 1st.EDDITION - 最低限の基本的なセット。
- FEMALE ARMY - 女性型モンスターのエクスパンション。
- FORGOTTEN MAGIC - 魔法中心のエクスパンション。
- ISLE OF LEGEND - 古代生物や伝説獣などのエクスパンション。
- JAPANIMATION - どこかで見たようなアニメのキャラクターやアイテム類のエクスパンション。
- BEYOND THE GENE - ver1.1で追加された、パックには入っておらず高額で取引されるエクスパンション。

タロットパック
タロットは10枚もしくは15枚が無作為にパックに入ってタロット屋で売られている。パックは値段別に以下の6種類があり、高価なパックほど多くの種類のエクスパンションが混じっている。これにより下位のパックに入っているエクスパンションをほぼ集めきっていても、より上位のパックを得ることでさらに新しいタロットに出会えるという仕組みになっている。
- COPPER - 10枚入りで、最も安価な下位パック。1st.EDDITIONしか封入されていない。
- SILVER - 10枚入りパック。COPPERに、FEMALE ARMYというエクスパンションを追加。
- GOLD - 10枚入りパック。SILVERに、FORGOTTEN MAGICのエクスパンションを追加。
- CRYSTAL - 15枚入りパック。COPPERにFORGOTTEN MAGICとISLE OF LEGENDのエクスパンションを追加。
- CREST - 15枚入りパック。CRYSTALにJAPANIMATIONのエクスパンションを追加。
- COSMIC - 15枚入りで、最も高価な上位パック。以上の5つのエクスパンションをすべて含む。

基本的には上位のパックほど多種のエクスパンションが混入されているため、上位エクスパンションほど入手できる確率が少なく収集が困難になる。しかし下位のエクスパンションであっても並の上位エクスパンション以上に入手しにくいレアカードが多数存在するうえ、ただでさえ集めにくい上位エクスパンションにも同様にレアカードは多数存在する。このため全タロットのコンプリート（完全収集）は決して簡単ではない。なおストーリーをクリアしてもゲームはそのまま続行でき、タロット集めを続けてデッキ作りとカードバトルを楽しむことができる。すなわち全タロットの収集が本作の最終目標であり、そのためのイベントCGも1枚存在する。

### タロット対決
プレイヤーは手持ちのタロットから60枚をタロットボックスに入れてデッキを組み、これを主人公が持ち歩く。同じタロットは4枚までデッキに入れられるが、イエロータロットは何枚入れても良い。町のバーやランダムエンカウントでのデュエル（対戦）は断ることもできるが、物語終盤や中ボス等のイベント戦では強制的に対戦が始まる。
デュエルに突入するとシャッフルされたデッキから手札5枚をドローし、以後ターンごとに手札が5枚になるように不足分をドローする。ターンには呪文ターンと攻撃ターンがあり、主に呪文ターンで魔法の使用やモンスター召喚を行い、攻撃ターンで物理的な戦闘となる。モンスターは敵モンスターがいる場合はそちらと優先的に戦う必要があるが、敵モンスターがいない場合など条件が揃えば敵マスターを直接攻撃することができる。最終的にマスターのHPが先に0になったほうが負けとなる。
ターンの流れ
1. SC回復 - ターンごとにSCが元の値まで回復する。
2. タロット維持 - 生き残ったモンスターはHPが回復し、使用済み（USED）モンスターも戦える状態に復帰する。ターン毎にSCを支払うタロットも一部存在する。
3. タロット補充 - いわゆるドロー[12]。このときデッキを使い切っていて、手札を5枚に維持できなかった場合も負けになる。
4. 呪文ターン（味方・敵） - 魔法のほか、モンスターの召喚もここで行う。
5. INITIATIVE - 攻撃ターンの先攻・後攻がランダムに決まる。
6. 攻撃ターン（味方・敵） - 主にモンスターによる物理戦闘を行う。
7. タロット破棄 - 手札5枚から不要なタロットを取り除き、ドローの余地を作る。
8. （1.へ戻る）

フィールド
タロットを置く「フィールド（場）」には敵味方それぞれ以下の4種類ずつあり、各フィールドに5枚までタロットを置ける。相手の手札を見ることはできないが、それ以外のフィールドに出したタロットは相手にも開示される。
- 手持ちカード - いわゆる手札。
- バトルフィールド - モンスターの召喚場所。
- フィールドエンチャント - フィールド魔法の置き場。
- トレジャー - トレジャー魔法の置き場。

このほか、召喚したモンスターには1匹あたり3枚までの異なるエンチャント（装備する・させることで使用できる魔法や宝物）を付与することができる。エンチャントのついたモンスターには右下に小さく［E］のアイコンが付く。
なお墓地や捨て札の置き場は無く、一度破棄したタロットや完全に倒されたモンスターは、そのデュエルが終わるまで復活させる手段が無い。
タロットの使用
タロットカードを右クリックすると、そのタロット特有の使い方や物語設定などの詳細が表示される。その際にタロットを使用できる（手札を場に出せる）状況であればタロットを使用するかどうか聞いてくる。またモンスターを含む各種タロットには特殊能力を持つものがあり、既に場に出ているタロットに対しても同様の方法で特殊能力を使うか否かが選択できる。手札5枚と場のタロットを合わせて1ターン内で使用できるタロットの枚数はSCが足りる限りは特に制限は無いが、使用したタロットの多くは破棄もしくはUSEDになるため、同じターン内で同じカードを繰り返し使いまわすことは基本的にできない。むろん同じタロットが複数枚ある場合はその限りではないが、同じエンチャントは同じ個体のモンスターに重複して付与することができない（付与時にタロットが消滅するエンチャントを除く）。
タロットはその使用法の面からも、いくつかの種類がある。
- モンスター - レベルとHPおよびST（攻撃力）が設定されており、召喚するためにはマスターのレベルをそれ以上に上げる必要がある。
- パイロット - 「ロボ」属性（そのままでは攻撃能力を一切持たない巨神像）のモンスターの能力を上げ、攻撃可能にするJAPANIMATIONのキャラクター。
- 魔法 - 普通の魔法には様々なものがある。
  - アタック - その場で発動する、直接的な攻撃魔法。
  - カウンター - 攻撃や魔法を受けたときに発動できる魔法。これをカウンター魔法で返しなおすことはできない。
  - エンチャント - 装備（付与）する魔法。モンスター個別に付与するものと、フィールド全体に付与するものがある。
  - トレジャー - 色属性を持たない、宝物による魔法。モンスター個別に装備するものと、トレジャー場に置く必要があるものがある。

- イエロータロット - マスターのレベルを上げる特殊なタロット。これのみSCをまったく消費しない。

SC（スペルコンポーネント）
タロットは主に呪文ターンと攻撃ターンで相応の「SC」を消費することで場に出され、魔法の場合は直ちに効果を発動するものもある。本作では魔力（マナ）が「SC（スペルコンポーネント）」と呼ばれ、赤青白黒の4種類がある。複数の色のSCを使うタロットも珍しくなく、タロット使用時にはそのタロットに必要な各色SCを手動で割り振らなければならない。無色SCが指定されている場合はどの色のSCを使っても良く、特に無色のタロットではほぼ無色SCしか使われない。これは一種のパズル要素を有しており、SCの限られる1ターン内でより多くのタロットを使いたいときには、他のタロットに必要な特定色SCを残すように無色SCの割り振り方を考える必要が生じる。なおタロットの特殊能力は場に出されてから使用できるようになるものがあり、その際に新たにSCを消費するものであればその分のSCも考慮に入れる必要がある。一方で維持ターンにSCを消費するタロットもあるが、その場合は呪文ターンの時点で最初から使えるSCがそのぶん少なくなっている。
主人公は冒頭の職業選択によって、その職業に対応した色のSCが優先的に増えやすくなる。すなわちSCをたくさん使う高度な魔法であっても、成長過程でその色のタロットは早く使えるようになる。逆にSCさえ足りていれば、どの職種でも全てのタロットは使用できる。なお主人公の2人はシフォンの下で修行中の弟子たちだが、タロット使いとしては半人前であり、基本的に2人一緒に行動する。そのため、ゲーム中のHP・SCは2人分を合わせたものという設定である。
呪文ターン
呪文ターンとはイエロータロット等でマスター（タロットを使う術者）のレベルを上げ、マスターを守るモンスターを召喚し、場合によってはその他の魔法効果を発動させるためのターンである。ここで言う魔法とは主としてマスターが魔法効果のあるタロットを使用することを指すが、召喚モンスターが特殊能力を発動できる場合はそれも含まれる。なおマジックタロットの発動には呪文を伴うという設定があり、本作では呪文と魔法がほぼ同義で使われることが多い。
マスターにはLV1 - LV9の9段階のレベルがある。マスターのレベルが召喚したいモンスターのレベル以上になり、かつ所定のSCを支払うことができれば、そのモンスターを召喚することができる。コンピュータ（「COM」と略される）側はキャラクターによって開始レベルが異なるが、プレイヤー側はデュエル開始時に毎回レベル1の状態から始まる。このため双方のマスターはデュエル中にイエロータロット等で随時レベルを上げていくことになる。
呪文ターンでは必ずプレイヤーが先手・COMが後手となる。召喚したばかりのモンスターはUSED（後述）扱いになっているため、次のターンまで使用できず、物理攻撃も受けない。ただし魔法攻撃は受けるため、先手が召喚したばかりのモンスターは直後の後手の呪文ターンで魔法攻撃に晒されるリスクがある。その反面、先手である主人公は攻撃ターン時にも魔法の使用が認められている（召喚は呪文ターンでしかできない）。すなわちプレイヤーはCOMの呪文ターンの出方を覗ってから攻撃ターンで魔法を使えば、実質的な後攻として魔法を使うこともできる。ただしCOMの呪文ターンで魔法を封じられる可能性もあるうえ、そもそも攻撃ターンでは先手を取れる保証がないことから、COMに先制を許すことはそれなりのリスクを伴う行為となる。
攻撃ターン
攻撃ターンは主として、召喚したモンスターによる物理攻撃が行われるターンである。
呪文ターンと違い、攻撃ターンの先手・後手はターンごとにランダムに決められる。これはコイントスという設定であり、太陽のマークが出ればプレイヤー、月のマークが出ればCOMが先手となる。このためCOMは呪文ターンと攻撃ターンを連続してくる可能性がある。
攻撃側は自陣の攻撃可能なモンスター1体につき、行動可能な（後述のUSED状態でない）敵モンスター1体を選んで物理攻撃を仕掛けられるが、特殊な活動範囲（後述）を持つモンスターや「透過」等の能力を持つモンスターを標的に選ぶことはできない。行動可能な敵モンスターがいないか、標的に選ばれたモンスターが戦闘を拒否する場合は、敵マスター（敵本体とも呼称される）が直接攻撃される。逆に標的のモンスターが勝負を受け入れた場合には、そのモンスターが倒されてもマスターにその場で直接的なダメージが及ぶことは無い。モンスター同士の通常の戦闘になった場合は、お互いのHPが相手のSTの値だけ差し引かれる。このときHPがゼロ以下になるモンスターは倒され、その場で復活しない限り、バトルフィールドから除去される。
攻撃を仕掛けた側のモンスターは、生き残っても「USED」すなわち使用済み状態になる。USED状態のモンスターは攻守にまったく参加することができず、物理攻撃される標的にもならない反面、魔法攻撃される対象にはなる。このUSED状態は次のターンの維持フェイズまで続く。すなわち先手の場合は全モンスターを攻撃に使ってしまうと、後手の攻撃からマスターを守るモンスターがいなくなってしまう。一方で攻撃を受けた側のモンスターは通常はUSEDにはならず、残りHPの許す限り何度でも攻撃を受けられる。モンスターが受けたダメージは次のターンの維持フェイズまで回復しないため、攻撃側から見れば、同じ敵モンスターを繰り返し標的に選んでHPを弱らせることができることを意味する。
戦えば倒されるようなHPが少ないモンスターは戦闘を拒否する（すなわちマスターが代わりにダメージを受ける）ことが多くなる。また当然ながら敵モンスターを全滅やUSED状態にさせれば敵マスターを攻撃しやすくなる。後述のように飛行や地中のモンスターは敵モンスターを越えて直接相手マスターに攻撃できる場合もある。他にもマスターを攻撃する方法はいくつかあるが、いずれにせよマスター自身は攻撃能力を持たないため、マスターへは一方的に攻撃できる。最終的に相手マスターのHPを先にゼロにすれば、そのデュエルは勝ちとなる。
バトルフィールドの概念
モンスターには属性的な概念として3種類の活動場所があり、場所間で物理攻撃の可否がある。全モンスターは「地上」で戦えるが、それに加えて「飛行」・「地中」の能力を持つモンスターもいる。飛行・地中モンスターの場合は、同じ活動場所に敵モンスターがいない場合には敵の地上モンスターを越えて敵マスターを直接攻撃できる。または敵の地上モンスターに対しても任意で攻撃を仕掛けることができる。防戦時は敵の地上モンスターからもマスターを守れる立場にあるが、地上からは攻撃を仕掛けてくることができない（したがってマスターも攻撃されない）。地上モンスターから見れば、敵側の飛行・地中モンスターは前述の透過モンスターと同様に物理攻撃を封じられる厄介な存在となる。一方、飛行モンスターvs地中モンスターという状況（かつ同じ活動場所に敵がいない場合）では、お互いに干渉し合うことができない関係となる。すなわち、どちらもマスターを守れる立ち位置には無く、お互いに敵のマスターを直接攻撃し合うことになる。
なお例外として「対空」・「対地」という能力を持つモンスターもおり、それぞれ飛行・地中のモンスターに対しては壁モンスターとして振舞う。すなわち地上以外に攻撃を仕掛けることはできないがマスターを守れる立場にはあり、攻撃の受け手としてならば、それぞれ飛行・地中のモンスターとも戦闘することができる。
事後
勝負が決すると敗者は勝者へパックや金を譲る。プレイヤーはパックを譲る状況においてパックを持っていない（すべて開封済みの）場合は、何も取られないことがある。また、いわゆるラスボス戦以外ではGAME OVERになることもない。すなわちプレイヤーはデュエルで負けても多くの場合はあまりリスクが無い。
中ボス以上のイベント戦の場合には主人公が勝てば最大HPや最大SCが増え、さらに勝者が敗者から魔力を吸い取る。その方法としてはHが手っ取り早いという作中設定があり、一部を除き、勝っても負けてもHCGは一応存在する。ただしHシーンはどれも1、2枚のCGにわずかな台詞テキストが流れる程度であり、ほがらかなアニメ調の絵柄も相まって、きわめて簡素な扱いに過ぎない。登場人物が女性同士であることも少なくなく、多くは「SC吸い取りバトン」と呼ばれる小道具で代用されている。
魔力を吸い取る動機として、イベントキャラ（中ボス）の中にはタロット使いでない者がSCを与えられてタロットを使っているケースがあり、その場合は一度倒してSCを吸い取るとその相手はタロットを使えなくなるという設定がある。これに対し、もともとタロット使いであるキャラクターが中ボスだった場合は慣習的な儀式の意味しかなく、一度SCを吸い取って以降でも（クエストとは無関係の）任意の対戦相手を引き受けてくれる者が多い。主人公も一応タロット使いであり、イベント戦に負ければSCを吸い取られる描写（HCG）があるものの、最大SC値が減るようなことは無い。

### 特殊なタロット
ゲーム中のイベントや物語で登場するタロットには以下のようなものがある。その多くは店では手に入らない。
- SOUTHAN ISLAND - トレジャー魔法。冒頭のアバン部分でマーデラの使用した強力なマジックタロット。対象を南国まで吹き飛ばす。ただしプレイヤー用のタロットとしては登場しない。
- YELLOW CARD L2 - マスターのレベルを一気に2つ上げるイエロータロット。店に売っておらず、イベントでしか入手できない。
- THE FOURSISTERS - LV6の無色モンスターで、本作唯一の融合（合体）モンスター。赤青白黒の各色の4人のSISTER（いずれもLV3の召喚モンスターで、クレイモアのような外観のFEMALE ARMY）を4種ともバトルフィールドに召喚している状態で、特殊能力の発動により出現する。一度出現すれば普通のタロットとして手持ちのタロットに加わる。召喚した4人のSISTERはそのデュエルでは消滅するが、タロットカード自体は消滅するわけではないのでデュエルを繰り返せば何枚でも出現させることができる。
- MEGA DRAGON - LV9の黒モンスターで、1枚しか存在しない最強のモンスターとされる。ただし召喚中はSCを全て消費し尽くすため、他の行動が一切出来なくなる。入手するには、ストーリークリア後に山に降り立ったドラゴンを倒すしか方法が無い。
- SUN BLADE - 不死モンスターを撃退する（浄化属性を付与する）トレジャーエンチャント。たまに店でも売っており、ガレットが集めている。
- ETERNAL PHENIX - LV6の赤モンスター。マーデラが最強のタロットを作る材料としてシャンティやジュレ経由でタルトに探させているレアカードの一つ。
- FOUNTAIN OF DARKNESS[13] - マーデラの使用した、本作の黒幕たるマジックタロット。やはりプレイヤー用のタロットとしては登場しない。

## スタッフ
企画
- との
- け～すけ

シナリオ
- 鷹取兵馬

プログラム
- みるく[14] / SKY[15]

音楽
- しゅん (SYUN)

原画・グラフィック
- ぼうのうと / 緒方剛志[16]
- かにかに
- たね
- Aza

発売元
- XING

開発協力
- GREAT

## ゲームルールに関する注記
1. ↑  ここで言うモンスターとは、後述の召喚モンスターとは意味が異なり、タロット使いである怪物のキャラクターを指す。
2. ↑  製品版CD-ROMに収録されているver1.0ではタロットの種類（数）が異なるなどver1.1以降のアップデート版とは差異が大きく、実行ファイルの互換性も低い。
3. ↑  例えばフリーウエア版ver1.21の場合は複数のモンスターを同時攻撃する魔法が使われた際にHPが0で生き残る等のバグがある。このバグは製品版アップデート差分や体験版に付属するver1.1x相当（16ビット版）の実行ファイルを使う限りにおいては見受けられないものの、旧版は旧版なりに別のバグや不具合が残っている可能性がある。また当然ながら、それぞれの実行ファイルに対応したBGMメディアやBGMファイルが無ければBGMは鳴らない。
4. ↑  コンピュータ（COM）側については完全にシャッフルされている様子はなく、戦闘内容がある程度パターン化されている。
5. ↑  「単独」能力を持つモンスターにはエンチャントを付与できない。ただしフィールドエンチャントの影響は受ける。
6. ↑  タロットの説明内容と実際の効果が微妙に異なるカードも存在するが、フリーウエア版のhtmlによればそれも仕様とされている。
7. ↑  モンスターは攻撃の受け手（防戦）のときは攻撃された回数だけ戦闘に参加できるため、防戦時に効果を発動できる特殊能力であれば攻撃された回数だけ使用できる場合がある。
8. ↑  広義にはマジックタロット全てが魔法（タロット魔法）であるが、単に魔法と言った場合、本稿では主にこのような魔法カードに分類されるタロットやその効果を指すものとする。
9. 1 2  本作で攻撃魔法の類は基本的にモンスターを攻撃対象とするものが多いが、わずかながらマスターにダメージが及ぶ魔法もある。
10. ↑  タロットに必要なSCを自動で割り振る機能もある。しかしあくまで補助的な手段であり、複数のタロットに効率よく割り振ることを考慮したシステムではない。この機能を使うと無色SCは赤→青→白→黒の順で優先的に消費されてしまうため、そのままでは赤SCが不足がちになる。ただし決定のボタン（「GO」）を押す前であれば、その状態から手動で調整することもできる。
11. ↑  強制的にマスターのSCを吸い取るタロットと、マスターが任意でSCを割り振るタロットがある。後者の場合はSCを与えないと消滅するものが多い。
12. ↑  攻撃側として複数回の戦闘を連続して行えるモンスターの場合は、攻撃を仕掛けるたびに相手を選びなおせる。
13. ↑  敵モンスターは透過モンスターを攻撃対象として認知できず、物理攻撃できない。しかし透過モンスター自体は存在するためマスターは守られており、敵モンスターはマスターにも物理攻撃できず実質的に物理攻撃を封じられる。また「対●」（●には赤青白黒が入る）能力を持っている場合、その色の敵モンスターに対して透過同様の効果がある。さらにその色の魔法も敵から受け付けない。一方でこれらはUSED状態とは違い、攻撃を仕掛けることはできる。
14. 1 2  攻撃した側が「貫通」という能力を持っている場合であれば、受け側モンスターを倒したときにそのHPより攻撃側モンスターの攻撃力が上回った差分で相手マスターが攻撃される。
15. ↑  「不意」能力を持つモンスターの標的となったモンスターは戦闘拒否や反撃ができず、一方的に攻撃される。
16. ↑  「致死」能力を持つモンスターは相手のHPに関係なく一撃で倒せる（マスターを除く）。
17. ↑  例えば、「不死」能力のあるモンスターは所定のSCを支払えばその場で復活する。なお不死モンスターが「浄化」能力を持つモンスターに攻撃・反撃された場合は即時に倒され、復活できない。
18. ↑  連続して複数回の攻撃を仕掛けることができるモンスターで1回以上の攻撃を仕掛けた場合、右クリックで残りの攻撃を行わないことも任意で選択できるが、その場合でもUSEDになる。ただし誰にも攻撃できない状態になって強制的に戦闘が中断した場合はUSEDにはならない。
19. ↑  モンスターを強制的にUSEDにする魔法もあるが、それが永続的に効果を持つ魔法の場合は復帰できない。
20. ↑  攻撃を仕掛けた側が「邪眼」や「魅了」の能力を持っていた場合は、攻撃された側もUSEDになる。邪眼の場合はさらに攻撃されたときにも攻撃側をUSEDにする。なお似たような能力で、戦闘相手の攻撃力を一時的にゼロにするという「麻痺」も存在する。
21. ↑  「回復」能力を持ったモンスターは一撃で倒されない限り、1回の戦闘ごとに元のHPに回復する。
22. ↑  このほか攻撃側のモンスターが「絶●」（●には赤青白黒が入る）能力を持っている場合、その色の絶対者と呼ばれ、その色の敵モンスターをすり抜けて敵マスターを攻撃できる。「絶壁」という能力もあり、「壁」（自ら攻撃を仕掛けることができず、攻撃の受け手としてのみ戦闘に参加できる）属性のモンスターに対し、同様の効果がある。
23. 1 2  ここではあくまで「デュエル開始時のHP」および「ターン開始時のSC」、すなわち初期値を意味する。デュエル中に魔法で一時的にこれらの初期値を超えることもあり、HPは99、SCは各色9が実際の上限となる。

## 関連書籍
- ザップザマジック原画集 - 1998年12月30日のコミックマーケット55にて緒方（ぼうのうと）により同人誌として発行されるなど、何度か販売された。